# 北京香山フォーラム
北京香山フォーラム（中国語: 北京香山论坛、英語: Beijing Xiangshan Forum）は単に香山フォーラムとも呼ばれ、中国軍事学会が主催する安全保障と防衛に関する学術交流のためのプラットフォームである。 

## 歴史
第1回北京香山フォーラムは2006年10月23日に、中国軍事学会国際フォーラムとして北京で開催された。 2015年以降は、香山フォーラムは中国軍事学会と中国国際戦略学会が共同で主催している。
2018年以降、香山フォーラムは「北京香山フォーラム」と改称された
。2024年10月にも、米国国防総省副次官補（中国担当）を含む100の国や機関の代表が集まって議論が行われた。